# Мухоловка сіроголова
Мухоловка сіроголова (Myioparus griseigularis) — вид горобцеподібних птахів родини мухоловкових (Muscicapidae). Мешкає в Західній і Центральній Африці.

## Підвиди
Виділяють два підвиди:
- M. g. parelii (Traylor, 1970) — від Ліберії до Гани;
- M. g. griseigularis (Jackson, FJ, 1906) — від Нігерії до північної Анголи, Уганди і північної Танзанії.

## Поширення і екологія
Сіроголові мухарки живуть в рівнинних вологих тропічних лісах і на плантаціях.